# توکان سینه‌گوگردی
توکان سینه‌گوگردی(نام علمی: Ramphastos sulfuratus) نام یک گونه از سرده توکان است.